# Ion Gheorghe Maurer
Ion Gheorghe Iosif Maurer (Bucareste, 23 de setembro de 1902 — Bucareste, 8 de fevereiro de 2000) foi um político e advogado romeno do período comunista.

## Biografia
Filho de um romeno de etnia alemã e uma mãe francesa, formou-se em Direito e tornou-se um advogado, defendendo em processos judiciais membros de movimentos ilegais e de esquerda.
Desde os primeiros anos da década de 1940 apoiou Gheorghe Gheorghiu-Dej. Foi Ministro das Relações Exteriores da Romênia entre 15 de julho de 1957 e 15 de janeiro de 1958.
Importante colaborador do regime comunista de Nicolae Ceauşescu, ajudando a silenciar a oposição dentro do partido, ocupou o cargo de primeiro-ministro entre 21 de março de 1961 e 29 de março de 1974, quando aposentou-se.
Acumulou grande riqueza e era conhecido por ostentar alto padrão de vida, o que desagradava grande parte do partido comunista.
Morreu em Bucareste uma década após a queda do regime comunista com a Revolução Romena de 1989.